# Echelus pachyrhynchus
Echelus pachyrhynchus är en fiskart som först beskrevs av Vaillant, 1888.  Echelus pachyrhynchus ingår i släktet Echelus och familjen Ophichthidae. Inga underarter finns listade i Catalogue of Life.